# Ocyptamus titania
Ocyptamus titania är en tvåvingeart som först beskrevs av Hull 1943.  Ocyptamus titania ingår i släktet Ocyptamus och familjen blomflugor. Inga underarter finns listade i Catalogue of Life.